# Alfred Kottas
Alfred Georg Kottas (* 27. April 1885 in Zabrzeg; † 6. Juni 1969 in Hamburg) war ein deutscher Kapitän und Polarforscher.

## Leben

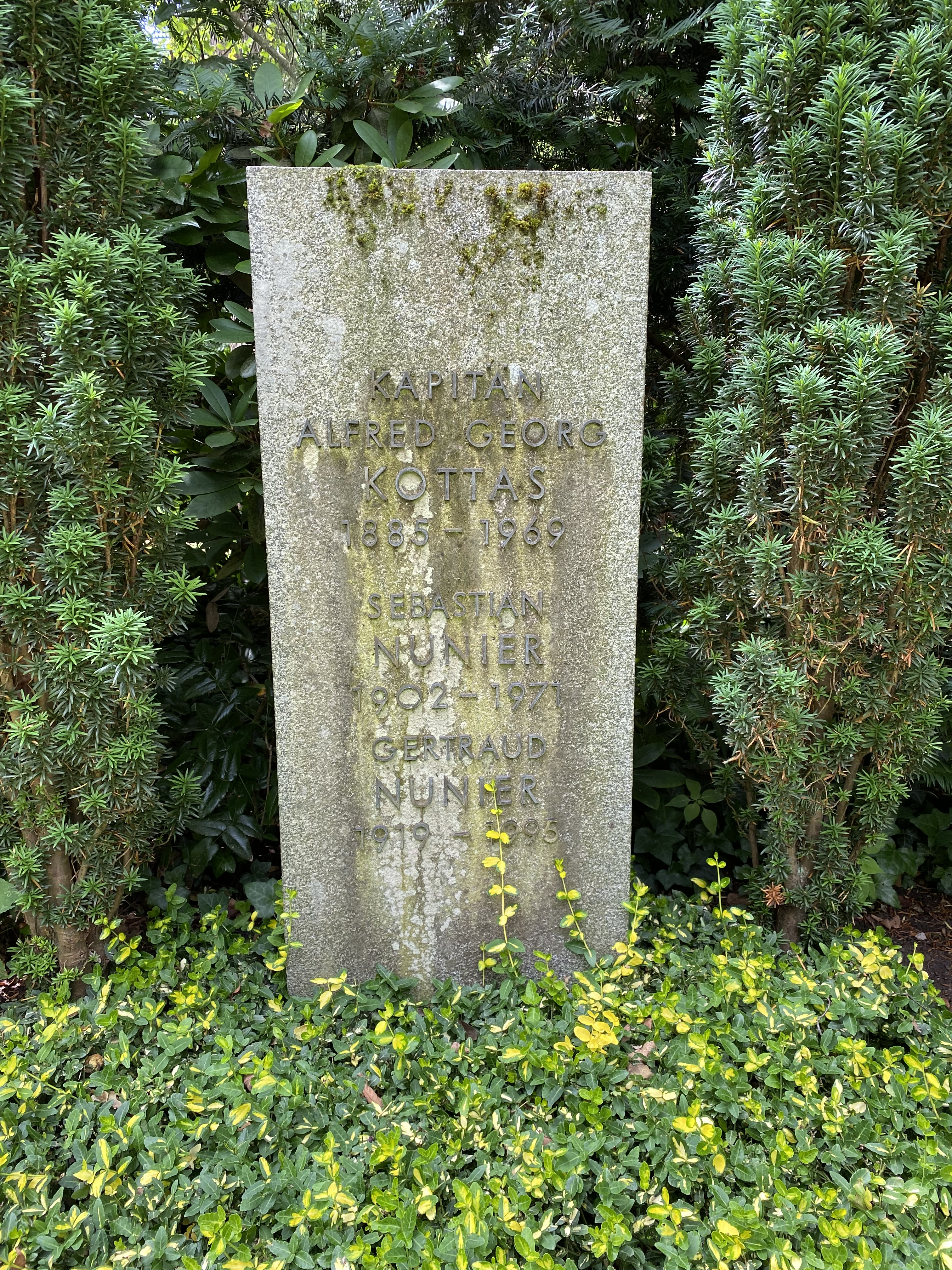
Grabstätte Alfred Kottas auf dem Friedhof Ohlsdorf

Von Februar 1935 bis Oktober 1939 war Kottas Kapitän des Flugzeugstützpunktes Schwabenland im Südatlantikdienst der Lufthansa. Als die Deutsche Antarktische Expedition 1938/39 das Schiff im Oktober 1938 charterte, blieb Kottas für die Schiffsführung verantwortlich und nahm an der Expedition teil, die zwischen Anfang Januar und Mitte Februar 1939 an der Prinzessin-Martha-Küste operierte. Die Expedition entdeckte bisher völlig unbekannte eisfreie Gebirgsregionen und die eingesehene und überflogene Region zwischen 10°W und 15°O wurde von der Expeditionsleitung „Neuschwabenland“ getauft. Die Expedition verließ am 6. Februar 1939 die Küste der Antarktis und führte auf der Rückreise weitere ozeanographische Untersuchungen in der Umgebung der Bouvetinsel und Fernando de Noronha durch. Nach der Expedition wurde das Schiff generalüberholt und im Oktober 1939 übernahm Kottas die Schwabenland erneut, als sie der Luftwaffe als Schleuderschiff zugeteilt wurde. Nach zweijährigem Einsatz an der französischen und belgischen Küste, gelang Kottas am 7. August 1942 der Kanaldurchbruch im Verband mit 23 weiteren Schiffen. Ab September 1942 war er in Tromsø stationiert, wo die Schwabenland als Stützpunkt für Fernaufklärung im Nordatlantik eingesetzt war.
Am 24. März 1944 wurde das Schiff vor Egersund von dem britischen U-Boot Terrapin torpediert und dabei schwer beschädigt. Im Mai/Juni 1944 konnte das Schiff notdürftig schwimmfähig gemacht und nach Bergen geschleppt werden. In der Folgezeit diente das nicht mehr reparable Schiff nur noch als Materiallager für die Marineausrüstungsstelle (M.A.ST) im Oslofjord und blieb unter Kottas’ Kommando.
Da Alfred Kottas in der Handelsmarine verblieben war, gelangte er nach Kriegsende nicht in ein Kriegsgefangenenlager, sondern wurde als Zivilist in Norwegen interniert. Im Dezember 1946 wurde er wieder auf die Schwabenland kommandiert, die er auf Befehl der Alliierten am 31. Dezember 1946 mit 1400 Tonnen Giftgasmunition beladen im Skagerrak (Lage) versenkte.
Nach seiner Entlassung aus der Internierung im Juni 1947 und der Rückkehr nach Deutschland, verdiente sich Kottas seinen Lebensunterhalt als Gelegenheitsarbeiter. 1949 wurde er Vertreter für eine Kaffeefirma. Nach seiner Pensionierung lebte der Junggeselle zurückgezogen in Hamburg-Eppendorf, wo er im Juni 1969 verstarb. Er wurde auf dem Friedhof Ohlsdorf beigesetzt. Die Grabstätte liegt im Planquadrat V 13 westlich von Kapelle 2.

## Auszeichnungen
- Die Kottasberge im von Norwegen beanspruchten Sektor der Antarktis wurden nach Alfred Kottas benannt.[2]
- 1940 Bronzene Seewart-Medaille der Deutschen Seewarte[3]